# シンデレラゲーム
『シンデレラゲーム』（朝: 신데렐라 게임）は2024年韓国のテレビドラマ。KBS2連続ドラマとして放送された。全101話。
娘を探すならどんな手段も厭わない女性会長と出自を偽装された事を知り復讐に身を投じる女性の物語。

## 出演
- ナ・ヨンヒ
- ハン・グル
- チェ・サン
- チ・スウォン

## スタッフ
- 演出：イ・ヒョンギョン
- 脚本：オ・サンヒ

## 放送期間
- 2024年12月2日 − 2025年4月25日
  - 毎週月曜 − 金曜日、19時50分 − 20時30分